# Andrej Krajevskij
Andrej Aleksandrovitj Krajevskij (ryska: Андре́й Алекса́ндрович Крае́вский), född 17 februari (gamla stilen: 5 februari) 1810 i Moskva, död 20 augusti (gamla stilen: 8 augusti) 1889 i Pavlovsk vid Sankt Petersburg, var en rysk publicist.
Krajevskij medverkade först i Aleksandr Pusjkins tidskrift "Sovremennik" och övertog 1839 ledningen av "Otetjestvennyja zapiski", som, särskilt genom Vissarion Belinskijs litterära medarbetarskap, blev ett tongivande organ för de västerländskt sinnade reformvännerna. Efter 1848 svängde han dock över till den konservativa sidan och arrenderade 1852 på tio år "Sankt Peterburgskija vjedomosti". Då Rysslands Vetenskapsakademi överlämnade ledningen åt professor Valentin Korsj, uppsatte Krajevskij den en tid bortåt mycket inflytelserika tidningen "Golos", tills den förbjöds av regeringen. Krajevskij förvärvade genom sin praktiska energi stor förmögenhet och deltog även livligt i kommunala angelägenheter.